# بين بلو
بين بلو هو ممثل كندي، ولد في 12 سبتمبر 1901 بمونتريال في كندا، وتوفي في 7 مارس 1975 بهوليوود في الولايات المتحدة.

## أعمال

### أفلام
- (1938) الإذاعة الكبيرة لعام 1938
- (1963) إنه عالم مجنون مجنون مجنون مجنون[4]
- (1966) الروس قادمون

## وصلات خارجية
- بين بلو على موقع IMDb (الإنجليزية)
- بين بلو على موقع أول موفي (الإنجليزية)
- بين بلو على موقع قاعدة بيانات برودواي على الإنترنت (الإنجليزية)
- بين بلو على موقع قاعدة بيانات الأفلام السويدية (السويدية)
- بين بلو على موقع إن إن دي بي (الإنجليزية)
- بين بلو على موقع ديسكوغز (الإنجليزية)
- بين بلو على موقع قاعدة بيانات الفيلم (الإنجليزية)